# Jag trodde änglarna fanns (musikalbum)
Jag trodde änglarna fanns släpptes den 28 februari 2007 och är ett samlingsalbum av det norska dansbandet Ole Ivars. I en av låtarna är Kikki Danielsson med.

## Låtlista
1. Jag trodde änglarna fanns (med Kikki Danielsson)
2. Nei så tjukk du har blitt (med Viggo Sandvik)
3. Medisinskapet
4. Hyttetur (med Viggo Sandvik)
5. Veslejinta vår
6. Ronja (instrumental)
7. Var det kjärlighet vi mötte
8. Kongen av campingplassen
9. Bare en hund
10. Je har slutta å drekke brenn'vin (med Viggo Sandvik)
11. Kjärlighetsgudinna
12. Kveks i underbuksa
13. Larry Krohn's ensemble
14. Vi tar det tel manda'n
15. En får vära som en er
16. Trur du hu mamma kan danse
17. En bit ta Värmland
18. Verdens beste sjåför
19. Brunögd men blåögd
20. Det var digert